# Arnold Ap
Arnold Clements Ap (ur. 1 czerwca 1946 na wyspie Numfoor, zm. 26 kwietnia 1984 w Jayapurze) – papuaski aktywista, działacz na rzecz niepodległości Papui Zachodniej, antropolog i muzyk. Był liderem grupy Mambesak oraz kuratorem Muzeum Uniwersytetu Cenderawasih. Popularyzował kulturę papuaską za pośrednictwem cotygodniowej audycji radiowej.

## Życiorys
Pobierał naukę w szkołach misyjnych na wyspie Biak. Jego ojciec pracował jako nauczyciel. W latach 1967–1973 studiował geografię w Szkole Nauczycielskiej Uniwersytetu Cenderawasih w Abepurze. Jako student zorganizował demonstrację przeciwko tzw. Aktowi Wolnego Wyboru z 1969 roku. Został wysłany do więzienia w Ifar Gunung. Po zwolnieniu zaczął dokumentować tradycyjne utwory muzyczne z indonezyjskiej części Nowej Gwinei. Po ukończeniu studiów został kuratorem w muzeum uniwersyteckim. W 1974 roku ożenił się z Corry Bukorpioper, z zawodu pielęgniarką. W 1978 roku, wraz z Samem Kapissą, założył grupę muzyczną Mambesak. W 1980 roku wystąpił w Dżakarcie na Festiwalu Kultury. Prowadził popularny program radiowy Pelangi Budaya Irian Jaya, promujący kulturę papuaską (muzykę, opowiadania itp.). Jego poświęcenie na rzecz kultury i muzyki papuaskiej było postrzegane jako forma sprzeciwu wobec polityki władz indonezyjskich. W chwili jego śmierci trwały intensywne działania państwowe mające na celu integrację ludów Indonezji i ich zbliżenie do jawajskiej kultury dominującej.
W 1983 roku został aresztowany przez indonezyjskie wojsko. W 1984 roku został zastrzelony.